# Productions de Ryan Leslie
 (avril 2024).
Si vous disposez d'ouvrages ou d'articles de référence ou si vous connaissez des sites web de qualité traitant du thème abordé ici, merci de compléter l'article en donnant les références utiles à sa vérifiabilité et en les liant à la section « Notes et références ».
 (avril 2024).

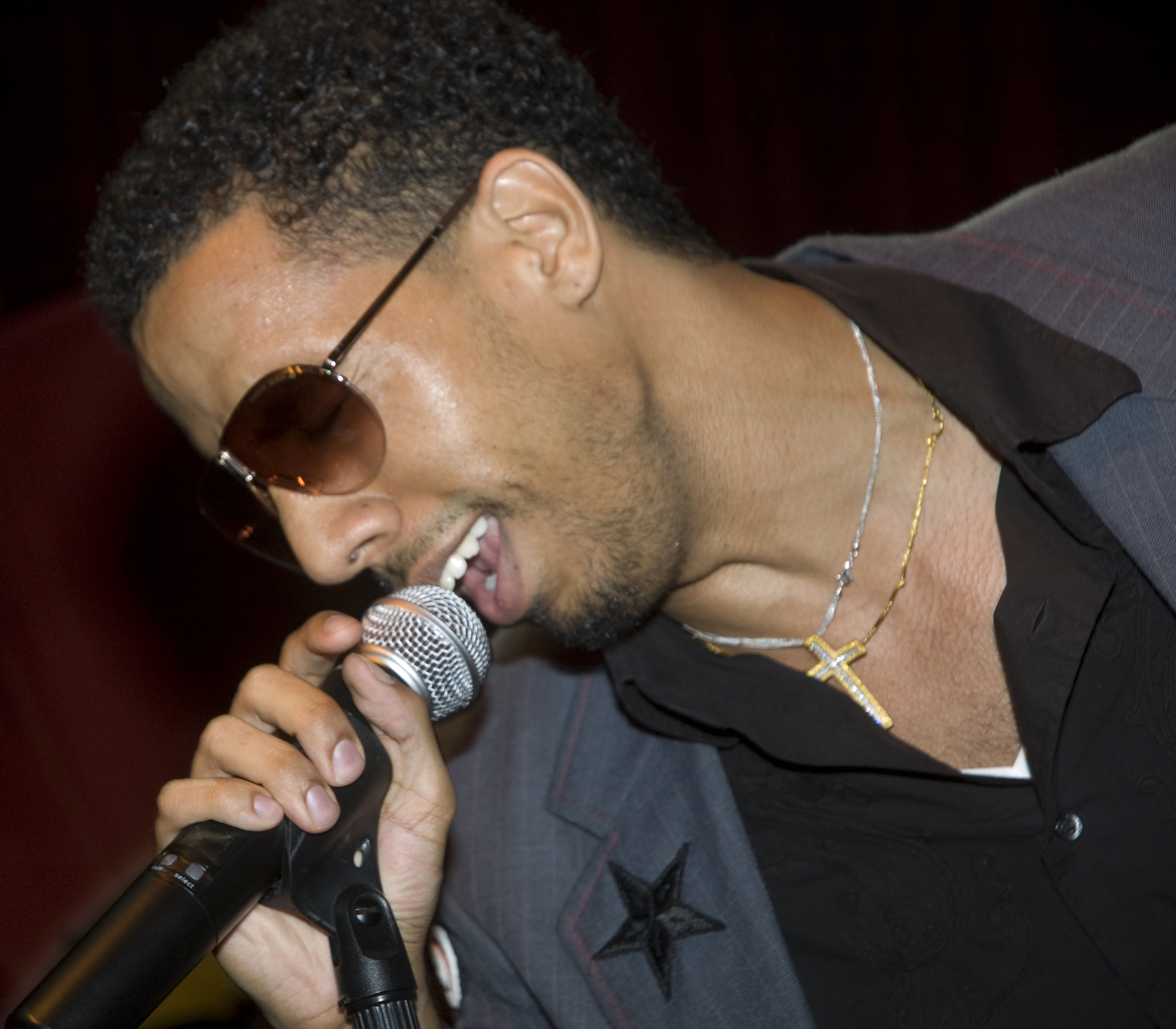
Ryan Leslie

Cet article est une liste de productions musicales réalisées par Ryan Leslie.

## 2003
- Bande originale de Bad Boys 2
  - Keep Giving Your Love to Me (interprété par Beyoncé Knowles)

- Latif : Love in the First
  - It's Alright
  - Rain Will Go Away
  - Heavenly
  - I Don't Blame You

- Loon : Loon
  - Down for Me (featuring Mario Winans)

- Britney Spears : In the Zone
  - The Answer (Titre bonus) – Coproduit par P. Diddy

## 2004
- Carl Thomas : Let's Talk About It
  - That's What You Are (Interlude)

- New Edition : One Love
  - Hot 2Nite
  - Feelin' It (featuring Bun B)

## 2005
- Bande originale de Hustle & Flow
  - Lil' Daddy (interprété par Young City & Chopper)

## 2006
- Donell Jones : Journey of a Gemini
  - Better Start Talking (featuring Jermaine Dupri)
  - If U Want (featuring Bun B)
  - Hands on You (Titre bonus)

- Tha Dogg Pound : Cali Iz Active
- Heavyweights (featuring Snoop Dogg)

- Cassie : Cassie
  - Me & U
  - Long Way 2 Go
  - About Time
  - Kiss Me (featuring Ryan Leslie)
  - Call U Out (featuring Yung Joc)
  - Just One Night (featuring Ryan Leslie)
  - Hope You're Behaving (Interlude)
  - Not With You
  - Ditto
  - What Do U Want
  - Miss Your Touch

- Danity Kane : Danity Kane
  - Ooh Ahh
  - Touching My Body

- JoJo : The High Road
  - Like That

## 2007
- Cheri Dennis : In and Out of Love
  - I Love You (featuring Jim Jones et Yung Joc)
  - Ooh La La (Titre bonus) (featuring G-Dep)

## 2008
- Bande originale de Sexy Dance 2
  - Is It You (Interprété par Cassie)

- M. Pokora : MP3
  - Don't Give My Love Away (featuring Ryan Leslie)
- Tokyo Girl

- LL Cool J : Exit 13
  - Old School New School
  - Like a Radio (featuring Ryan Leslie)

- Slim : Love's Crazy
  - Good Lovin' (featuring Fabolous et Ryan Leslie)

## 2009
- Ryan Leslie : Ryan Leslie

- Jim Jones : Pray IV Reign
  - Precious (featuring Ryan Leslie)

- Fabolous : Loso's Way
  - Everything, Everyday, Everywhere (featuring Keri Hilson)
  - The Fabolous Life (featuring Ryan Leslie)

- LeToya : Lady Love
  - Take Away Love (featuring Estelle)

- Ryan Leslie : Transition

- Chris Brown : Graffiti
  - Famous Girl

- Mary J. Blige : Stronger with Each Tear
  - Said and Done

## 2010
- Game : The Red Room
  - Everything Red (featuring Lil Wayne et Birdman)

- Fabolous : There Is No Competition 2: The Grieving Music Mixtape
  - You Be Killin' 'Em

- Ne-Yo : Libra Scale
  - Crazy Love (featuring Fabolous)

- Lloyd Banks : The Hunger for More 2
  - So Forgetful (featuring Ryan Leslie)

- Booba : Lunatic
  - Fast Life (featuring Ryan Leslie)

## 2012
- Ryan Leslie : Les Is More

## 2013
- Ryan Leslie : Black Mozart
  - Carnival of Venice – Coproduit par !llmind
  - Black Mozart – Coproduit par Cardiak
  - Higher – Coproduit par Cadenza
  - History – Coproduit par Cardiak
  - Lay Me Down – Coproduit par !llmind
  - Full Moon – Coproduit par WondaGurl
  - Only the Lonely (featuring Courtney Bennett) – Coproduit par !llmind
  - Evacuation – Coproduit par WondaGurl
  - Green (featuring Fabolous) – Coproduit par Cardiak
  - Bad Chicks – Coproduit par !llmind
  - I Love It – Coproduit par Cadenza
  - Coke Can – Coproduit par Cardiak